# Cissy Kityo
Cissy Kityo Mutuluuza, (nhũ danh Cissy Kityo), là một bác sĩ, nhà dịch tễ học, và nghiên cứu y tế người Uganda. Bà là Phó Giám đốc Điều hành của Trung tâm Nghiên cứu Lâm sàng Chung, một tổ chức nghiên cứu y tế thuộc sở hữu của chính phủ ở Uganda, chuyên về điều trị và quản lý HIV / AIDS.

## Bối cảnh và giáo dục
Tiến sĩ Kityo đến từ quận Mpigi, ở khu vực miền trung của Uganda. Bà đã theo học tại các trường học ở U-crai-na cho giáo dục tiền đại học. Cô học tại Trường Y khoa Đại học Makerere, đầu tiên tốt nghiệp với bằng Cử nhân Y khoa và Cử nhân Phẫu thuật (MBChB). Bà theo học với bằng Thạc sĩ Y khoa (MMed), cũng từ Đại học Makerere. Sau đó, cô đã lấy bằng Thạc sĩ về Sức khỏe Cộng đồng (MPH) từ Trường Y tế Công cộng Johns Hopkins Bloomberg, ở Baltimore, Maryland, Hoa Kỳ.

## Nghề nghiệp
Kityo có hơn 20 năm kinh nghiệm trong lĩnh vực chẩn đoán, điều trị, phòng ngừa và nghiên cứu HIV / AIDS. Bắt đầu từ khoảng năm 1992, cô là một trong những người tiên phong sử dụng liệu pháp kháng vi-rút (ART) ở châu Phi cận Sahara. Bà đã là một trong những người đề xướng và động lực điều trị mở rộng ở Uganda. Bà là thành viên của nhóm lập kế hoạch và viết kế hoạch chiến lược đầu tiên của Uganda cho chính sách và chương trình ARV quốc gia nhằm tăng khả năng tiếp cận chăm sóc và ARV.
Tiến sĩ Kityo đã từng là Nhà nghiên cứu chính (PR), (Co-RP) hoặc nhà nghiên cứu trong nhiều thử nghiệm lâm sàng, dịch tễ học và điều trị HIV và các bệnh nhiễm trùng liên quan bao gồm cả bệnh lao. Cô cũng đã được tham gia chặt chẽ trong nghiên cứu phòng chống lây truyền HIV và chuẩn bị vắc-xin HIV. Cô đặc biệt quan tâm đến các thử nghiệm lâm sàng, thực hiện ART, tiến hóa kháng thuốc HIV, kho nuôi cấy HIV và trong nghiên cứu hoạt động.
Bà đã từng là thành viên của "Lực lượng đặc nhiệm AIDS (ATF)" ở Uganda và là Chủ tịch của "Tiểu ban chăm sóc lâm sàng về AIDS" của ATF. Tiến sĩ Kityo đã xuất bản rộng rãi trong các ấn phẩm ngang hàng, và các cuốn sách liên quan về chủ đề này.